# Pilikwe
Pilikwe è un villaggio del Botswana situato nel distretto Centrale, sottodistretto di Mahalapye. Il villaggio, secondo il censimento del 2011, conta 1.282 abitanti.

## Località
Nel territorio del villaggio sono presenti le seguenti 10 località:
- Dikhu di 29 abitanti,
- Dikhuwa,
- Diphata,
- Matsweenyane,
- Petersburg,
- Phaleng,
- Radisele Farms di 2 abitanti,
- Radisele Lands di 143 abitanti,
- Rasesolo di 56 abitanti,
- Tsholwane di 19 abitanti